# モスクワ・スモレンスク鉄道
モスクワ・スモレンスク鉄道（ロシア語:Белорусское направление Московской железной дороги）はロシア連邦の首都モスクワにあるベラルースキー駅からスモレンスクを経てベルゴロド州にあるクラスノエ駅に至る鉄道である。ミンスク・ヴォルシャ鉄道、ミンスク・ブレスト鉄道と共にモスクワ・ブレスト鉄道の一部を構成する。

## 概要
1871年に開業。電化は1941年に開始され、1973年までにモスクワ - ヴャジマ間は直流3,000Vで電化された。モスクワオリンピックを前年に控えた1979年には残りのヴャジマ - クラスノエ（ - ミンスク - ブレスト）が交流50Hz 25,000Vで電化された。全線複線であり、モスクワ - スモレンスク間の所要時間はラースタチカ号で最速で4時間6分である。本線の他に数多くの支線が存在する。

## 国境管理
当路線ではロシアからベラルーシを経てシェンゲン圏まで直通する国際列車も数多く運行されている。ベラルーシとの国境駅はクラスノエ駅であるが、ロシア・ベラルーシ両国は国境管理を一体化しているため、両国間の国境では基本的にパスポートの確認は行われない。但し、両国以外の第三国の国民はベラルーシからロシアに入国する際にはベラルーシのビザとは別にロシアのビザが必要であり、パスポートの確認が無くともビザ無しでロシア領内に入国したことが発覚すると不法入国扱いになるので注意しなければならない。